# WTA de Dallas
O WTA de Dallas – ou Dallas Tennis Open, na última edição – foi um torneio de tênis profissional feminino, de nível WTA International.
Realizado em Grapevine, no estado do Texas, nos Estados Unidos, durou apenas dois anos no segundo período, nos anos 2010. Teve seu auge entre os anos 1970 e 1980 quando, na cidade de Dallas, trinta e sete quilômetros ao sudeste de Grapevine, aconteceu por dezoito edições. Depois, enfrentou um hiato de vinte anos.
Os jogos eram disputados em quadras duras durante o mês de agosto. Não passou de 2012, quando foi cancelado..

## Finais

### Simples
| Ano                                     | Campeã              | Vice-campeã         | Resultado          |
| --------------------------------------- | ------------------- | ------------------- | ------------------ |
| 2012                                    | Roberta Vinci       | Jelena Janković     | 7–5, 6–3           |
| 2011                                    | Sabine Lisicki      | Aravane Rezaï       | 6–2, 6–1           |
| Torneio não realizado entre 2010 e 1990 |                     |                     |                    |
| 1989                                    | Martina Navrátilová | Monica Seles        | 7–6, 6–3           |
| 1988                                    | Martina Navrátilová | Pam Shriver         | 6–0, 6–3           |
| 1987                                    | Chris Evert         | Pam Shriver         | 6–1, 6–3           |
| 1986                                    | Martina Navrátilová | Chris Evert-Lloyd   | 6–2, 6–1           |
| 1985                                    | Martina Navrátilová | Chris Evert-Lloyd   | 6–3, 6–4           |
| 1984                                    | Hana Mandlíková     | Kathy Jordan        | 7–6, 3–6, 6–1      |
| 1983                                    | Martina Navrátilová | Chris Evert-Lloyd   | 6–4, 6–0           |
| 1982                                    | Martina Navrátilová | Mima Jaušovec       | 6–3, 6–2           |
| 1981                                    | Martina Navrátilová | Pam Shriver         | 6–2, 6–4           |
| 1980                                    | Martina Navrátilová | Evonne Cawley       | 6–3, 6–2           |
| 1979                                    | Martina Navrátilová | Chris Evert         | 6–4, 6–4           |
| 1978                                    | Evonne Cawley       | Tracy Austin        | 4–6, 6–0, 6–2      |
| 1977                                    | Sue Barker          | Terry Holladay      | 6–1, 7–6           |
| 1976                                    | Evonne Cawley       | Martina Navrátilová | 6–1, 6–1           |
| 1975                                    | Virginia Wade       | Martina Navrátilová | 2–6, 7–6, 4–3, ab. |
| 1974                                    | Chris Evert         | Virginia Wade       | 7–5, 6–2           |
| 1973                                    | Virginia Wade       | Evonne Goolagong    | 6–4, 6–1           |
| 1972                                    | Nancy Richey        | Billie Jean King    | 7–6, 6–1           |

### Duplas
| Ano                                     | Campeãs                                    | Vice-campeãs                           | Resultado     |
| --------------------------------------- | ------------------------------------------ | -------------------------------------- | ------------- |
| 2012                                    | Marina Erakovic Heather Watson             | Līga Dekmeijere Irina Falconi          | 6–3, 6–0      |
| 2011                                    | Alberta Brianti Sorana Cîrstea             | Alizé Cornet Pauline Parmentier        | 7–5, 6–3      |
| Torneio não realizado entre 2010 e 1990 |                                            |                                        |               |
| 1989                                    | Mary Joe Fernández Betsy Nagelsen          | Elise Burgin Rosalyn Fairbank-Nideffer | 7–6, 6–3      |
| 1988                                    | Lori McNeil Eva Pfaff                      | Gigi Fernández Zina Garrison           | 2–6, 6–4, 7–5 |
| 1987                                    | Mary Lou Piatek Anne White                 | Elise Burgin Robin White               | 7–5, 6–3      |
| 1986                                    | Claudia Kohde-Kilsch Helena Suková         | Hana Mandlíková Wendy Turnbull         | 4–6, 7–5, 6–4 |
| 1985                                    | Barbara Potter Sharon Walsh                | Marcella Mesker Pascale Paradis        | 5–7, 6–4, 7–6 |
| 1984                                    | Leslie Allen Anne White                    | Sandy Collins Elizabeth Sayers         | 6–4, 5–7, 6–2 |
| 1983                                    | Martina Navrátilová Pam Shriver            | Rosie Casals Wendy Turnbull            | 6–3, 6–2      |
| 1982                                    | Martina Navrátilová Pam Shriver            | Billie Jean King Ilana Kloss           | 6–4, 6–4      |
| 1981                                    | Martina Navrátilová Pam Shriver            | Kathy Jordan Anne Smith                | 7–5, 6–4      |
| 1980                                    | Billie Jean King Martina Navrátilová       | Rosie Casals Wendy Turnbull            | 4–6, 6–3, 6–3 |
| 1979                                    | Martina Navrátilová Anne Smith             | Chris Evert Rosie Casals               | 7–6, 6–2      |
| 1978                                    | Martina Navrátilová Anne Smith             | Evonne Cawley Betty Stöve              | 6–3, 7–6      |
| 1977                                    | Martina Navrátilová Betty Stöve            | Kerry Reid Greer Stevens               | 6–2, 6–4      |
| 1976                                    | Mona Guerrant Ann Kiyomura                 | Marita Redondo Greer Stevens           | 6–3, 4–6, 6–4 |
| 1975                                    | Françoise Dürr Betty Stöve                 | Julie Anthony Mona Schallau            | 7–6, 6–2      |
| 1974                                    | María-Isabel Fernández Martina Navrátilová | Karen Krantzcke Virginia Wade          | 6–3, 3–6, 6–3 |
| 1973                                    | Evonne Goolagong Janet Young               | Gail Chanfreau Virginia Wade           | 6–3, 6–2      |
| 1972                                    | Rosie Casals Billie Jean King              | Judy Dalton Françoise Dürr             | 6–3, 4–6, 7–5 |